# Francisco José Contreras
Francisco José Contreras Peláez (Sevilla, 17 de febrero de 1964) es un jurista español, catedrático de Filosofía del Derecho en la Universidad de Sevilla y que desempeñó el cargo de diputado de Vox por la provincia de Sevilla en las Cortes Generales, durante la XIV  legislatura.

## Carrera académica
Se licenció en Derecho en la Universidad de Sevilla, donde ocupa la plaza de catedrático del Área de Conocimiento de «Filosofía del Derecho» desde 2007.
Su obra académica se centra en temas de historia de la filosofía del derecho (destacan sus libros sobre Kant, Herder o Savigny), teoría de la justicia y filosofía política.
Es coautor del libro contrario a la Ley de la memoria histórica titulado "Memoria histórica", amenaza para la paz en Europa editado por el Grupo de los Conservadores y Reformistas Europeos del Parlamento Europeo, en el que está encuadrado Vox, y en el que también han colaborado Hermann Tertsch, Pedro Carlos González Cuevas, Stanley G. Payne, Fernando Sánchez Dragó, Angel David Martín Rubio, Alfonso Ussía, Jesús Lainz, Luis Togores, Miguel Platón, Javier Barraycoa, Alberto Bárcena Pérez, José Manuel Otero Novas, Jesús Palacios Tapias y Pedro Fernández Barbadillo.

## Carrera política
Contreras es miembro del partido Vox. Forma parte de su comité ejecutivo en Sevilla y fue, junto a Javier Ortega Smith y Rafael Bardají, negociador en los pactos para la formación del gobierno Autonómico de Andalucía. Obtuvo escaño en las elecciones generales de 2019, por la circunscripción de Sevilla.
Detractor del feminismo y del ecologismo, considera la lucha contra el calentamiento global una «pseudorreligión» impuesta por «las leyes, las escuelas, las universidades, la mayoría de los medios de comunicación» quienes, según Contreras, formarían parte que lo que denomina «totalitarismo blando». En 2021, en una intervención ante la Comisión para la Transición Ecológica y Reto Demográfico del Congreso, tras afirmar que «el cambio climático no es una amenaza para la supervivencia» concluyó que ligeros aumentos de la temperatura global podrían tener efectos positivos tales como evitar muertes por frío.
En marzo de 2022, también en el Congreso, justificó la matanza de civiles hecha por las tropas franquistas en la Desbandá alegando que aquella se debió a la «improvisación logística» del bando republicano y que entre los miles de civiles habrían huido también milicianos.